# ロシャリク (AS-12)
AS-12(愛称：ロシャリク。ロシア語：АС-12 Лошарик、一部ではАС-31　英語：Losharik)は、ロシア海軍が保有する原子力特殊工作潜水艦である。
武装は無い。海底のインターネットケーブルなどの破壊、深海調査、救助活動を任務とする。

## 名前
AS（ロシア語：АС）とは、ロシア軍の用語「原子力深海ステーション（атомная глубоководная станция）」を由来とする「原子力ステーション（英語:Atomic Station ロシア語:Атомная Станция）」の頭文字である。
ロシャリクという愛称は、アニメーション映画作品『ロシャリク』（ru）に由来する。この作品には、球形が連なった形状の玩具の馬が登場し、耐圧球殻をつなげた本潜水艦と似たような形状をしている。この馬の名は、ロシア語で馬を意味する лошадь（ loshad ）と 小さな球体を意味する шарик（ sharik ）のかばん語である。
NATOコードネームは、NORSUB-5。
210は工場側のシリアルナンバー「01210」から来ているもので、使用するのは余り正しくはない。

## 目的と性能
海中でのインターネットケーブル、海底施設などを狙った破壊任務を行う.。
通常の潜水艦と異なり耐圧殻は円筒形ではなくチタン製の耐圧球殻を連ねた形状をしており、居住性と機材の置けるスペースが少なくなる代わりに水圧に強くなり、速やかに通常の潜水艦が潜れる深度より深く潜ることが可能になる。
武装は無いが、マニピュレーター、カメラ付きシャベルなどを持つ。
特殊用途(小型原潜母艦)に改修した原子力潜水艦デルタIII型BS-136オレンブルク、オスカーII型 949А «Антей»小型原潜母艦K-329 ベルゴロドによって運搬される。

## 歴史
1988年に起工されたが、財政難で2003年8月まで進水できなかった。ロシア連邦軍参謀本部情報総局傘下の Main Directorate of Deep-Sea Research (Главное управление глубоководных исследований)によって、特殊作戦、救助、調査などを行う。
2012年9月の終わりに、学術調査『アルクチカ(北極)-2012（Arktika-2012）』に参加し、水深2500-3000 mの海中を約20日間潜航し、土壌などのサンプルを回収した。
軍事機密の関係で画像があまりないが、2014年に自動車雑誌Top Gear (雑誌)のロシア語版が掲載した写真の背景に写りこんでいる。
火災
2019年7月1日、ロシア領海のバレンツ海を潜航中に火災が発生し、乗員14人が一酸化炭素中毒で死亡した。事故後セベロモルスク海軍基地に停泊、火災は電池に関連する部分で発生しその後延焼したもので、原子炉の安全は確保されている、としている。